# Сент-Илер-де-Вильфранш
Сент-Иле́р-де-Вильфра́нш (фр. Saint-Hilaire-de-Villefranche) — коммуна во Франции, находится в регионе Пуату — Шаранта. Департамент коммуны — Шаранта Приморская. Входит в состав кантона Сент-Илер-де-Вильфранш. Округ коммуны — Сен-Жан-д’Анжели.
Код INSEE коммуны — 17344.

## Население
Население коммуны на 2010 год составляло 1187 человек.
| 1962 | 1968 | 1975 | 1982 | 1990 | 1999 | 2010 |
| ---- | ---- | ---- | ---- | ---- | ---- | ---- |
| 868  | 881  | 803  | 970  | 1009 | 1042 | 1187 |